# Leningrad (serial telewizyjny)
Leningrad (tyt. oryg. Ленинград) – brytyjsko-rosyjski miniserial wojenny z 2007 roku, wyprodukowany przez Pierwyj kanał. W 2009 roku odbyła się premiera w zagranicznych kinach filmu Leningrad, powstałego na podstawie serialu.
W Polsce dystrybucją serialu zajęły się stacje telewizyjne: Ale Kino+, FilmBox oraz WiP.